# Natascha McElhoneová
Natascha McElhoneová (* 14. prosince 1971, Camden, Londýn) je anglická divadelní, filmová a televizní herečka, známá zejména rolemi ve snímcích Ronin, Truman Show a Solaris. Ztvárnila také hlavní postavu architekty Karen van der Beekové v americkém seriálu Californication.

## Biografie
Rodné jméno herečky zní Natascha Taylor. Narodila se v londýnském Camdenu irským rodičům, kteří pracovali jako novináři. Bratr Damon je scenárista žijící v Los Angeles, dva polobratři Alexandr a Nicholas bydlí ve Stockholmu. Rodiče se odloučili ve věku jejích dvou let, irská matka se poté odstěhovala s dětmi do Brightonu a znovuprovdala za novináře Roye Greensladea.
Od šesti do dvanácti let navštěvovala hodiny irského tance a chodila do soukromé základní školy pro dívky St. Mary's Hall School for Girls v Brightonu. V roce 1993 absolvovala Londýnskou akademii hudby a dramatických umění.[zdroj⁠?!]

## Herectví
Hereckou dráhu zahájila v divadle, když se objevila v hrách jako Richard III. v Regent's Parku, Hrabě Monte Cristo a Višňový sad na scéně Haymarket Theatre v Leicesteru; v letním divadle Open Air Theatre si zahrála ve Snu noci svatojánské. V televizi debutovala roku 1991 seriálem z produkce BBC Bergerac. Ve filmu se poprvé objevila v roce 1996 ve snímku Přežila jsem Picassa po boku Anthonyho Hopkinse.
Dosud nejúspěšnějším filmem je komediální drama z roku 1998 Truman Show, kde ztvárnila roli Lauren a Sylvie vedle Jimy Carreyho. Spolu s Bradem Pittem hrála ve filmu Tichý nepřítel (1997), s Robertem De Nirem v Roninovi a tajemnou Rheyu vynořující se Georgi Clooneymu ze záhrobí, pak ve sci-fi remaku z roku 2002 Solaris.
Jednu z hlavních postav Karen van der Beekové přijala roku 2007 po boku Davida Duchovnyho v americkém seriálu Californication. V února 2016 byla obsazena do role v dramatickém seriálu Prezident v pořadí, který měl premiéru 21. září 2016.

## Soukromý život
19. května 1998 se provdala za britského plastického chirurga Martina Hirigoyena Kellyho. Rodina žila ve Fulhamu se dvěma syny Theodorem (nar. 2000) a Otisem (nar. 2003). Třetí potomek Rex se narodil v říjnu 2008 jako pohrobek, pět měsíců po otcově úmrtí.
20. května 2008 nalezl ležícího čtyřicet tři let starého lékaře Kellyho kolega na zahradní cestě. Po převozu do nemocnice v Chelsea, kde pracoval, mu byla poskytnuta urgentní péče bez úspěšného oživení. Zemřel den po desátém výročí sňatku. Pitva za příčinu smrti označila dilatovanou kardiomyopatii.
Po smrti mu herečka psala dopisy, které se staly základem knihy After You: Letters of Love, and Loss, to a Husband and Father vydané v červenci 2010.

## Filmografie
| Film      | Film                           | Film                           | Film                                                  |
| Rok       | Film                           | Role                           | Poznámka                                              |
| --------- | ------------------------------ | ------------------------------ | ----------------------------------------------------- |
| 1996      | Přežila jsem Picassa           | Françoise Gilot                | dabing: Monika Žáková                                 |
| 1997      | Tichý nepřítel                 | Megan Doherty                  |                                                       |
| 1997      | Mrs Dalloway                   | Young Clarissa                 |                                                       |
| 1998      | Truman Show                    | Lauren/Sylvia                  |                                                       |
| 1998      | Láska mezi paragrafy           | Kate Beckenham                 |                                                       |
| 1998      | Ronin                          | Deirdre                        | dabing: Kateřina Brožová (ČT) Simona Postlerová (VHS) |
| 2000      | Marná lásky snaha              | Rosaline                       |                                                       |
| 2000      | Nakažen                        | Holly Anderson                 |                                                       |
| 2002      | Laurel Canyon                  | Sara                           | dabing: Kateřina Lojdová                              |
| 2002      | Strach.com                     | Terry Huston                   |                                                       |
| 2002      | Zabij mě něžně                 | Deborah                        | dabing: Ivana Milbachová                              |
| 2002      | Město duchů                    | Sophie                         |                                                       |
| 2002      | Solaris                        | Rheya                          | dabing: Ivana Milbachová                              |
| 2004      | Dámy v letech                  | Olga Daniloff                  | dabing: Jitka Moučková                                |
| 2005      | Neznámý vojín                  | seržantka Irene Teal           |                                                       |
| 2006      | Nula od nuly pojde             | Penelope Wood                  |                                                       |
| 2008      | Kletba měsíčního údolí         | Loveday                        | dabing: Lucie Benešová                                |
| 2008      | Ostrov naděje                  | Lou                            |                                                       |
| 2010      | Kid                            | Gloria                         |                                                       |
| 2012      | Carpet Boy                     | Jackie                         |                                                       |
| 2013      | Moře                           | Connie Grace                   |                                                       |
| 2013      | Romeo and Juliet               | Lady Capuler                   |                                                       |
| 2014      | Cesta za snem                  | Erica Gallagher                |                                                       |
| 2016      | Pan Church                     | Marie Brooks                   |                                                       |
| 2016      | London Town                    | Sandrine Baker                 |                                                       |
| 2021      | Carmen                         | Carmen                         |                                                       |
| Televize  |                                |                                |                                                       |
| Rok       | Název                          | Role                           | Poznámka                                              |
| 1990      | The Ruth Rendell Mysteries     | Helen Blake                    | díly: An Unkindness of Ravens 1.,2.                   |
| 1991      | Bergerac                       | Louise Calder                  | 9. série, díl: Snow in Provence                       |
| 1994      | Naprosto dokonalé              | asistentka v galerii           | díl: Pohřeb                                           |
| 1994      | Minder                         | Vanessa                        | 6. díl: All Quiet on the West End Front               |
| 1994      | Případy bratra Cadfaela        | Cecily Corde                   | díl: The Sanctuary Sparrow                            |
| 1994      | A Breed of Heroes              | Janet                          | TV film                                               |
| 1996      | Karaoke                        | Angie                          |                                                       |
| 1996      | Cold Lazarus                   | Angie                          |                                                       |
| 2003      | To druhé Boleynovic děvče      | Marie Boleynová                | TV film                                               |
| 2005      | Zjevení                        | sestra Josepha Montafiore      |                                                       |
| 2007      | V síti CIA                     | Elizabet Nemeth                | díl: Epizoda 2                                        |
| 2007–2014 | Californication                | Karen van der Beek             | 84 dílů dabing: Dana Černá                            |
| 2009      | 10 Minute Tales                | žena                           | krátkometrážní část: Deep & Crisp & Even              |
| 2010      | Detektiv Thorne: Ospalá dívka  | Anne Coburn                    | 3 díly                                                |
| 2015      | Saints & Strangers             | Elizabeth Hopkins              | miniseriál                                            |
| 2016–2017 | Prezident v pořadí             | První dáma Alex Kirkman        | 31 dílů                                               |
| 2018      | The First                      | Laz Ingram                     | 8 dílů                                                |
| 2022      | Hotel Portofino                | Bella Ainsworth                | 6 dílů                                                |
| 2022      | Bude líp                       | Markova společnice             | díl: Anglie                                           |
| 2022–2024 | Halo                           | dr. Catherine Elizabeth Halsey | hlavní role                                           |
| Videohry  |                                |                                |                                                       |
| Rok       | Název                          | Role                           | Poznámka                                              |
| 2010      | Castlevania: Lords of Shadow   | Marie Belmont                  |                                                       |
| 2014      | Castlevania: Lords of Shadow 2 | Marie Belmont                  |                                                       |